# ヘンプヒル恵

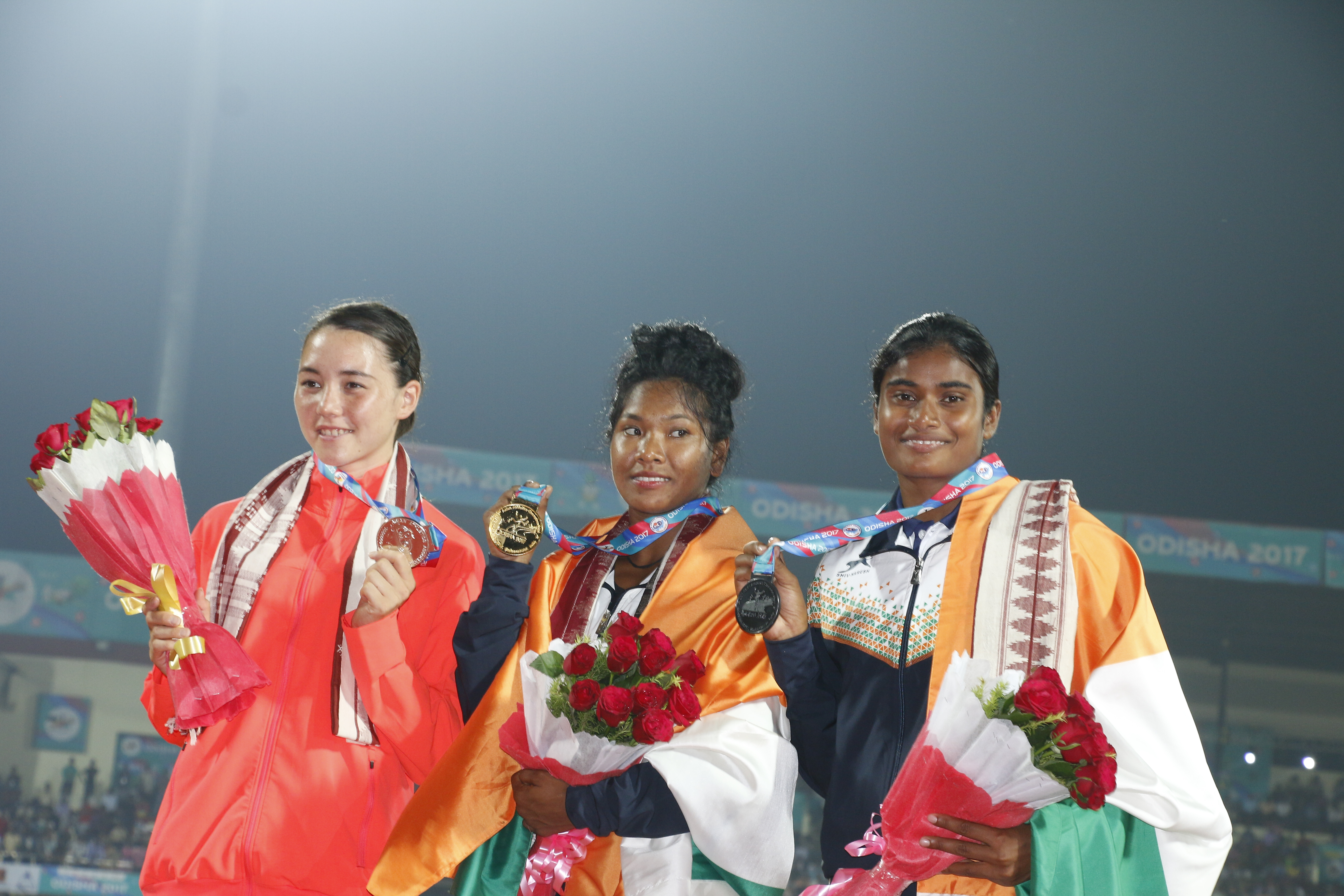
2017年アジア選手権において銀メダルを獲得したヘンプヒル（左）

ヘンプヒル 恵（ヘンプヒル めぐ、1996年（平成8年）5月23日 - ）は、日本の陸上競技選手。七種競技を中心に短距離走などにも出場する。

## 人物
父がアメリカ人で、母が日本人。京都府京田辺市出身。2011年の京都文教中3年時には、全国中学校体育大会の四種競技で優勝した。
2013年、京都文教高2年時の全国高校総体七種競技では5143点で優勝した。
2014年6月の第98回日本陸上競技選手権大会は、100mHで13秒47で3位に入賞した。同年8月開催の3年時の高校総体では、七種競技、100mH、1600mリレーに出場した。七種競技では高校新記録および日本ジュニア新記録となる5519点で2連覇、100mHでも13秒72で優勝し2冠達成、1600mリレーではアンカーを務め3位に入賞した。
2015年2月の日本ジュニア室内陸上競技大阪大会女子60mハードルにて8秒58のタイムで優勝。京都文教高校卒業後には中央大学文学部に進学した。
2016年6月の第100回日本陸上選手権大会七種競技では、日本歴代2位となる5882点で2連覇を達成。
2017年7月に、インドのブバネーシュワルで行われた第22回アジア陸上競技選手権大会七種競技にて、5883点で2位に入賞した。
2019年4月にはアトレに就職した。